# Pas Pordoi
El Pas Pordoi és una collada de les Dolomites (Itàlia) situada entre el grup Sella, al nord, i el grup de la Marmolada, al sud. El pas es troba a una altitud de 2.239 m. La carretera que passa el coll, que és la via asfaltada més alta de les Dolomites, enllaça Arabba (Livinallongo del Col di Lana) amb Canazei (Vall de Fassa).